# L'impero restaurato
L'impero restaurato è un romanzo di fantascienza di Sandro Battisti pubblicato nel 2015, vincitore ex aequo del Premio Urania 2014. Ha avuto un seguito, Punico (2018).
Il romanzo è ambientato, come altre opere dello stesso autore, nell'Impero Connettivo, che lo scrittore definisce "uno Stato sconfinato in grado di dominare non solo sullo spazio (sistema solare, oltre), ma pure sul tempo."

## Storia editoriale
Il romanzo è uscito per la prima volta nel marzo 2015 all'interno dell'antologia Il sangue e l'impero (Urania n. 1624) di Mondadori dopo la vittoria al Premio Urania 2014, ex aequo con Bloodbusters di Francesco Verso (anch'esso contenuto nell'antologia).

## Trama
L'Impero Connettivo, uno stato spazio-temporale governato da principi semieterni, estende il proprio dominio su innumerevoli realtà oltre i confini conosciuti. Mentre l'impero tenta di colonizzare nuovi domini cronotopici, visioni di un'epoca bizantina antica si sovrappongono alla realtà presente, generando fenomeni che sfidano il continuum spazio-temporale.
Il nephilim Totka II, imperatore semidivino, guida le operazioni di espansione coadiuvato da Sillax, attendente postumano incaricato di conciliare tecnologie ultraterrene con le tradizioni del passato. La costruzione di metropoli cronotopiche e l'assimilazione di conoscenze olistiche mettono in discussione le leggi stesse della percezione temporale e della causalità.
La tensione raggiunge l'apice nello scontro con l'antico Impero Romano d'Oriente, in cui strategie politiche e battaglie cronotopiche riflettono il conflitto tra diritto all'espansione e tutela della memoria storica. L'intreccio di tecnologia indistinguibile dalla magia e riflessioni sul potere assoluto si conclude con un finale aperto, invitando il lettore a meditare sui limiti della coscienza collettiva.

## Personaggi
Totka IIImperatore nephilim dell'Impero Connettivo.
SillaxAttendente postumano e consigliere imperiale.

## Critica
Del romanzo è stata apprezzato la fusione di epicità e introspezione filosofica e lodato l'equilibrio tra tecnologia avanzata e atmosfere mistiche, sottolineando la coesistenza di scienza e rituale divinatorio.

## Riconoscimenti
- Premio Urania 2014 (ex aequo con Francesco Verso)
- Premio Vegetti 2017

## Edizioni
- Sandro Battisti, L'impero restaurato, in Il sangue e l'impero, collana Urania, n. 1624, Mondadori, 2015.
- Sandro Battisti, L'impero restaurato, eBook, Delos Digital, 2022.
- Sandro Battisti, L'impero restaurato, La Nuova Carne, 2023.